# Jorge Bermúdez (pintor)
Jorge Bermúdez (15 de septiembre de 1883-4 de mayo de 1926) fue un pintor costumbrista argentino. Fue discípulo de Ernesto de la Cárcova en la Sociedad Estímulo de Bellas Artes. En 1917 obtuvo el primer premio en el Primer Salón de Otoño realizado en Rosario con la obra Riña de gallos. Obtuvo una beca para estudiar en Europa y asistió a la Académie Julian. Luego completó sus estudios con Ignacio Zuloaga.
En 1913, ya de regreso en la Argentina, obtuvo un premio Adquisición en el Salón Nacional. En 1915 obtuvo una Medalla de Oro en la Exposición Universal de San Francisco, y en 1920 ganó el Primer Premio Municipal.
En 1924 se traslada a Granada para desempeñarse como cónsul de la Argentina y allí fallece.

## Obras seleccionadas

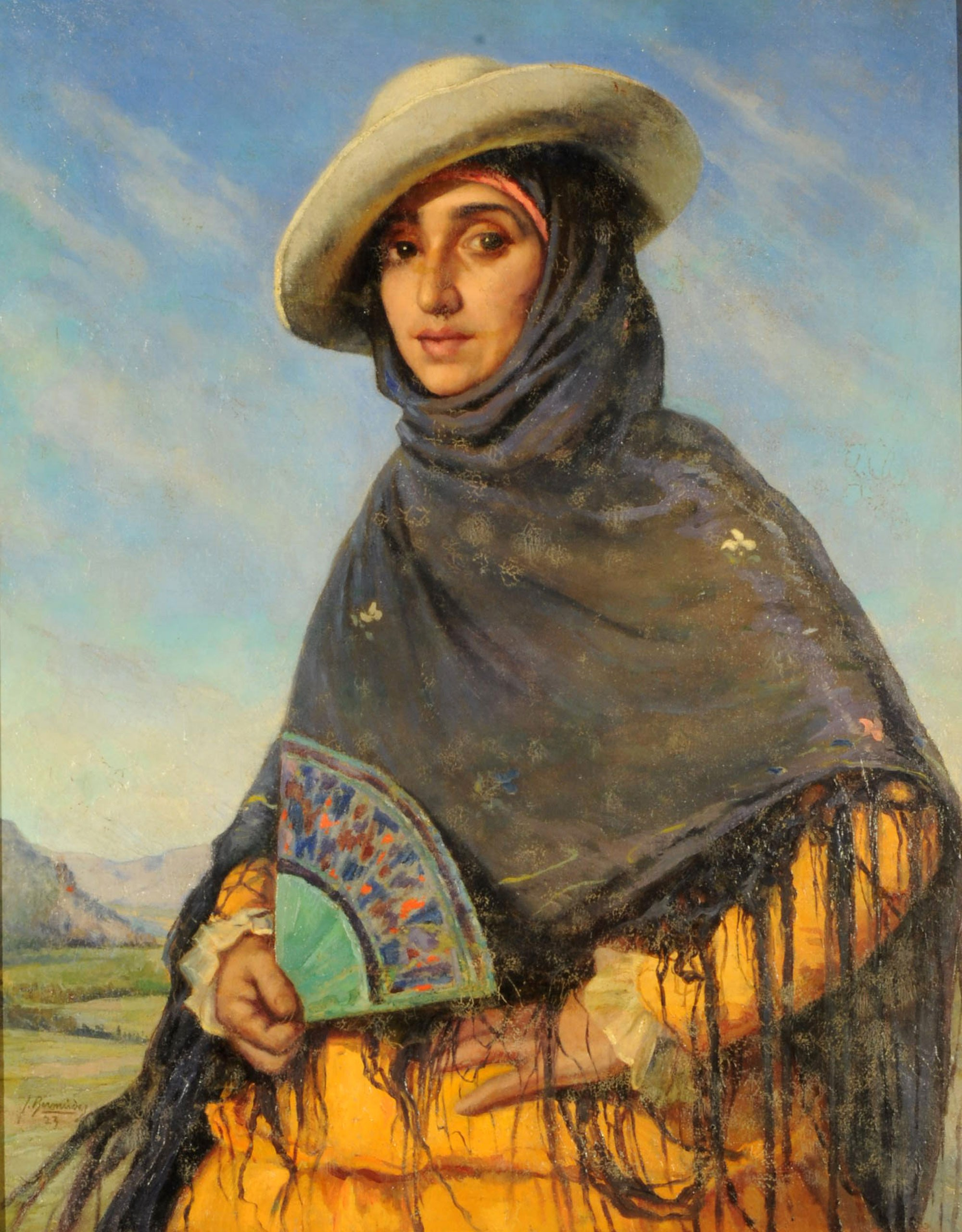
Viajera del norte
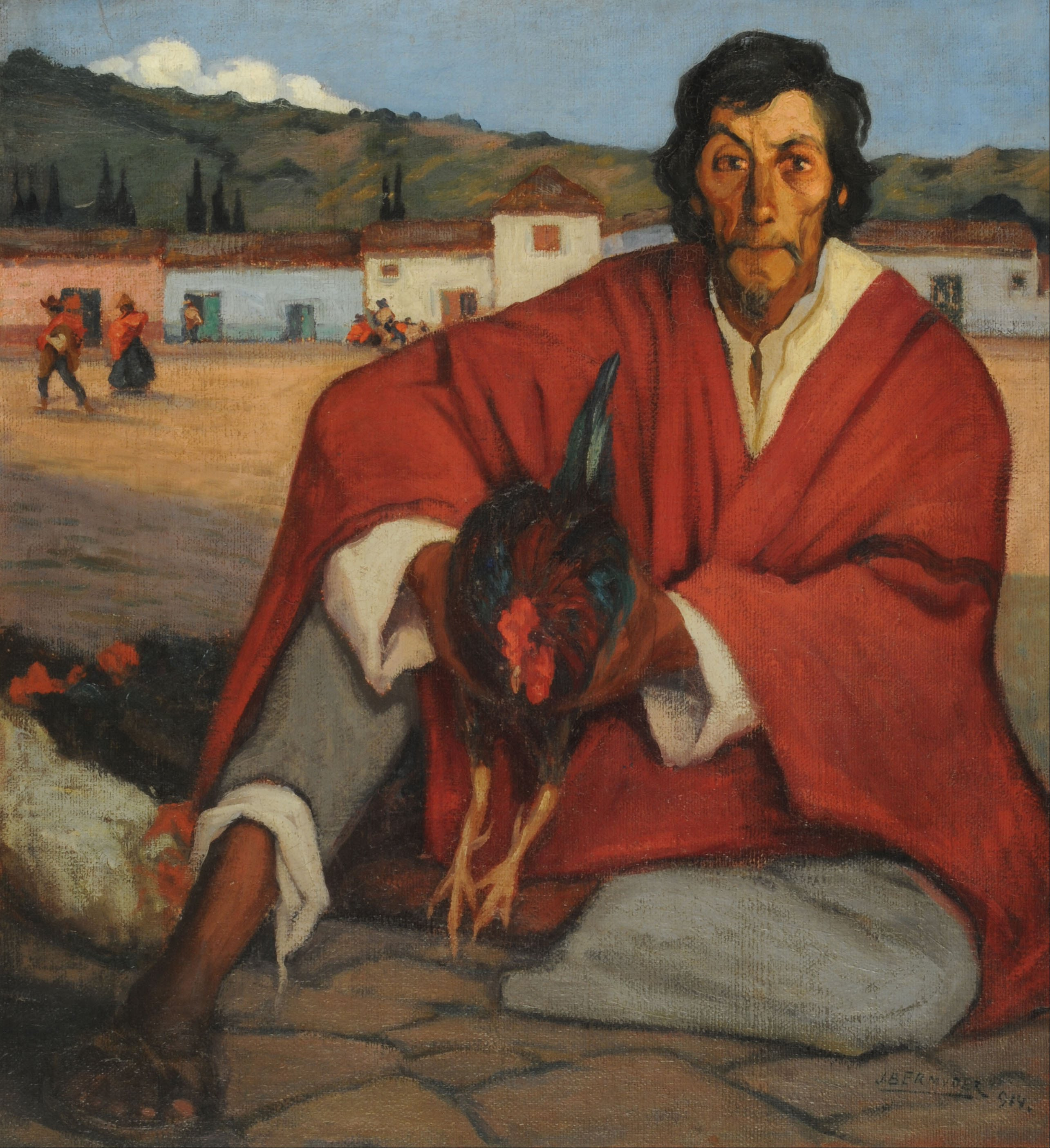
Gallero viejo
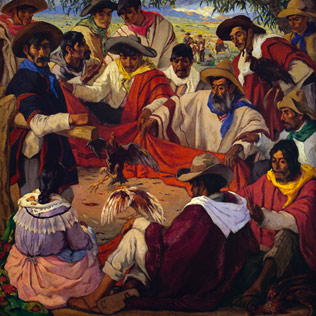
Riña de gallos